# (11240) Piso
(11240) Piso (4175 P-L) – planetoida z pasa głównego asteroid okrążająca Słońce w ciągu 3,35 lat w średniej odległości 2,24 j.a. Odkryta 24 września 1960 roku.